# Університет Луїджі Бокконі

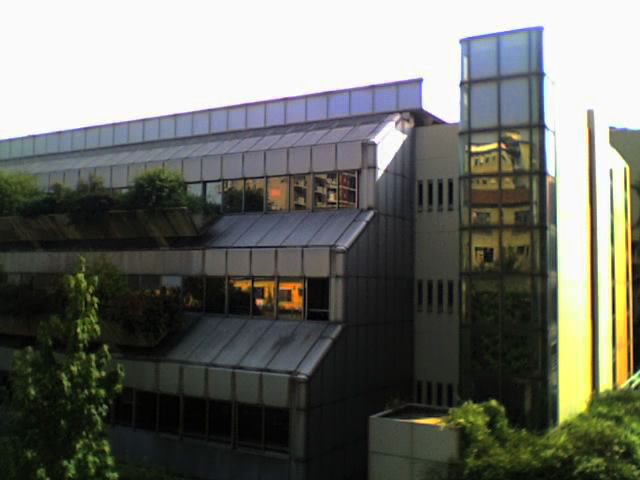
SDA Бокконі

Університет Бокконі (з іт. Università Commerciale Luigi Bocconi) — приватний університет, розташований в центрі Мілана, поруч з парком Равідза. Бокконі надає можливість отримання довузівської підготовки, здобуття вищої та післядипломної освіти, а також цілого ряду програм подвійних дипломів в області економіки, менеджменту, фінансів і права. Університет Бокконі вважається одним з найпрестижніших університетів світу і розташований у історичному центрі Мілана на Віале Бліньї (з іт. Viale Bligny).
Згідно з деякими рейтингами Бокконі входить до найкращих ВНЗ Італії та Європи. Навчальні програми проводяться англійською чи італійською мовами. SDA Бокконі — бізнес-школа при університеті — пропонує кваліфікаційний ступінь MBA та Executive MBA. Його програма МВА увійшла до топ-28 за рейтингом тижневика Financial Times у 2011 р.

## Структура та організація
У 2005 р. Університет затвердив новий стратегічний план діяльності на найближчі 10 р. Для підвищення ефективності функціонування ВНЗ було створено 5 Шкіл:
- Університетська Школа — трирічна програма, після якої присвоюється ступінь бакалавр (corsi di laurea triennali);
- Вища Університетська Школа — спеціалізовані курси для бакалаврів, магістерські програми;
- Юридична Школа — п'ятирічна програма, після якої присвоюється ступінь бакалавр (laurea quinquennale)
- Школа докторату — ступені PhD.
- Школа управління, SDA Bocconi School of Management — додаткова освіта для менеджерів з досвідом роботи.

Окрім цього було відкрито 8 кафедр:
- Бухгалтерський облік
- Економіка «Етторе Бокконі»
- Фінанси
- Менеджмент і технологія
- Маркетинг
- Прийняття рішень
- Юридичні курси «Анджело Сраффа»
- Інституційний аналіз та державне управління